# Cytherois valkanovi
Cytherois valkanovi is een mosselkreeftjessoort uit de familie van de Paradoxostomatidae. De wetenschappelijke naam van de soort is voor het eerst geldig gepubliceerd in 1937 door Klie.